# Тисовица
Тисовица (укр. Тисовиця) — село в Стрелковской сельской общине Самборского района Львовской области Украины.
Население по переписи 2001 года составляло 728 человек. Занимает площадь 1,539 км². Почтовый индекс — 82092. Телефонный код — 3238.